# 29e Satellite Awards
De uitreiking van de 29e Satellite Awards, waarbij prijzen werden uitgereikt in verschillende categorieën voor film en televisie uit het jaar 2024, vond plaats in Los Angeles op 26 januari 2025. De nominaties werden bekendgemaakt op 16 december 2024.

## Special achievement awards
- Beste auteur (voor een unieke visie en unieke artistieke controle over de elementen van de productie): F. Javier Gutiérrez
- Ere-Satelitte Award: Radha Mitchell
- Humanitaire prijs (om het verschil te maken in de levens van mensen in de artistieke gemeenschap en daarbuiten): Alejandro Monteverde
- Mary Pickford Award (voor een uitzonderlijke artistieke bijdrage aan de entertainmentindustrie): James Woods
- Nikola Tesla Award (voor visionaire prestaties in de filmtechnologie): Simon Hayes
- Beste makeup: Wicked
- Stunt Performance Award: Twilight of the Warriors: Walled In
- Beste ensemble - film: Nosferatu
- Beste ensemble - televisie: Feud: Capote vs. The Swans

## Film - winnaars en genomineerden
De winnaars staan bovenaan in vet lettertype.

### Beste dramafilm
- The Brutalist
  - Cabrini
  - Conclave
  - Dune: Part Two
  - Nickel Boys
  - The Order
  - Sing Sing
  - Young Woman and the Sea

### Beste komische of muzikale film
- Anora
  - Ghostlight
  - Hit Man
  - LaRoy, Texas
  - A Real Pain
  - The Substance
  - Thelma
  - Wicked

### Beste geanimeerde of mixed media film
- Wallace & Gromit: Vengeance Most Fowl
  - Flow
  - Inside Out 2
  - Memoir of a Snail
  - Mobile Suit Gundam SEED Freedom
  - The Wild Robot

### Beste regisseur
- Brady Corbet – The Brutalist
  - Sean Baker – Anora
  - Edward Berger – Conclave
  - Greg Kwedar – Sing Sing
  - RaMell Ross – Nickel Boys
  - Denis Villeneuve – Dune: Part Two

### Beste acteur in een dramafilm
- Colman Domingo – Sing Sing
  - Adrien Brody – The Brutalist
  - Timothée Chalamet – A Complete Unknown
  - Daniel Craig – Queer
  - Ralph Fiennes – Conclave
  - Hugh Grant – Heretic

### Beste actrice in een dramafilm
- Fernanda Torres – I'm Still Here
  - Lily-Rose Depp – Nosferatu
  - Angelina Jolie – Maria
  - Nicole Kidman – Babygirl
  - Saoirse Ronan – The Outrun
  - Tilda Swinton – The Room Next Door

### Beste acteur in een komische of muzikale film
- Keith Kupferer – Ghostlight
  - Jesse Eisenberg – A Real Pain
  - Ryan Gosling – The Fall Guy
  - Michael Keaton – Beetlejuice Beetlejuice
  - John Magaro – LaRoy, Texas
  - Glen Powell – Hit Man

### Beste actrice in een komisch of muzikale film
- Demi Moore – The Substance
  - Cynthia Erivo – Wicked
  - Karla Sofía Gascón – Emilia Pérez
  - Mikey Madison – Anora
  - Winona Ryder – Beetlejuice Beetlejuice
  - June Squibb – Thelma

### Beste acteur in een bijrol
- Guy Pearce – The Brutalist
  - Yura Borisov – Anora
  - Kieran Culkin – A Real Pain
  - Clarence Maclin – Sing Sing
  - Edward Norton – A Complete Unknown
  - Denzel Washington – Gladiator II

### Beste actrice in een bijrol
- Ariana Grande – Wicked
  - Danielle Deadwyler – The Piano Lesson
  - Felicity Jones – The Brutalist
  - Margaret Qualley – The Substance
  - Isabella Rossellini – Conclave
  - Zoe Saldaña – Emilia Pérez

### Beste origineel script
- A Real Pain – Jesse Eisenberg
  - Anora – Sean Baker
  - The Brutalist – Brady Corbet en Mona Fastvold
  - Hard Truths – Mike Leigh
  - The Seed of the Sacred Fig – Mohammad Rasoulof
  - The Substance – Coralie Fargeat

### Beste bewerkt script
- Nickel Boys – RaMell Ross en Joslyn Barnes
  - Conclave – Peter Straughan
  - Emilia Pérez – Jacques Audiard
  - The Room Next Door – Pedro Almodóvar
  - Russian Consul – Vuk Drašković en Miroslav Lekic
  - Sing Sing – Clint Bentley, Greg Kwedar, Clarence Maclin en John "Divine G" Whitfield

### Beste documentaire
- Super/Man: The Christopher Reeve Story
  - The Bloody Hundredth
  - Dahomey
  - Elizabeth Taylor: The Lost Tapes
  - I Am: Celine Dion
  - No Other Land
  - Porcelain War
  - Sugarcane

### Beste internationale film
- Waves ()
  - The Girl with the Needle ()
  - I'm Still Here ()
  - Queens ( / )
  - The Seed of the Sacred Fig ()
  - The Wait ()

### Beste cinematografie
- Dune: Part Two – Greig Fraser
  - The Brutalist – Lol Crawley
  - Gladiator II – John Mathieson
  - Maria – Edward Lachman
  - Nickel Boys – Jomo Fray
  - Nosferatu – Jarin Blaschke

### Beste montage
- Dune: Part Two – Joe Walker
  - Anora – Sean Baker
  - The Brutalist – Dávid Jancsó
  - Conclave – Nick Emerson
  - Emilia Pérez – Juliette Welfling
  - Gladiator II – Sam Restivo en Claire Simpson

### Beste kostuums
- Wicked – Paul Tazewell
  - Blitz – Jacqueline Durran
  - Dune: Part Two – Jacqueline West
  - Gladiator II – Janty Yates
  - Maria – Massimo Cantini Parrini
  - Nosferatu – Linda Muir

### Beste productieontwerp
- Gladiator II – Arthur Max, Jille Azis, Elli Griff
  - The Brutalist – Judy Becker, Patricia Cuccia, Mercédesz Nagyváradi
  - Conclave – Suzie Davies, Cynthia Sleiter
  - Dune: Part Two – Patrice Vermette, Shane Vieau
  - Nosferatu – Craig Lathrop, Beatrice Brentnerova
  - Wicked – Nathan Crowley, Lee Sandales

### Beste soundtrack
- Emilia Pérez – Clément Ducol en Camille
  - The Brutalist – Daniel Blumberg
  - Conclave – Volker Bertelmann
  - Dune: Part Two – Hans Zimmer
  - The Room Next Door – Alberto Iglesias
  - The Wild Robot – Kris Bowers

### Beste filmsong
- "Mi Camino" in Emilia Pérez – Clément Ducol en Camille
  - "El Mal" in Emilia Pérez – Clément Ducol en Camille
  - "The Journey" in The Six Triple Eight – Diane Warren
  - "Kiss the Sky" in The Wild Robot – Delacey, Jordan Johnson, Stefan Johnson, Maren Morris, Michael Pollack en Ali Tamposi
  - "Never Too Late" in Elton John: Never Too Late – Elton John en Brandi Carlile
  - "Winter Coat" in Blitz – Nicholas Britell, Steve McQueen en Taura Stinson

### Beste geluid
- Wicked – Simon Hayes, John Marquis, Andy Nelson, Nancy Nugent Title
  - A Complete Unknown – Ted Caplan, David Giammarco, Tod Maitland, Paul Massey, Donald Sylvester
  - Dune: Part Two – Ron Bartlett, Doug Hemphill, Gareth John, Richard King
  - Emilia Pérez – Hortense Bailly, Aymeric Devoldère, Cyril Holtz, Carolina Santana
  - Gladiator II – Stéphane Bucher, Matthew Collinge, Paul Massey, Danny Sheehan
  - Twisters – Christopher Boyes, Pete Horner, Al Nelson, Bjørn Ole Schroeder

### Beste visuele effecten
- Gladiator II – Mark Bakowski, Neil Corbould, Nikki Penny, Pietro Ponti
  - Dune: Part Two – Stephen James, Paul Lambert, Gerd Nefzer, Rhys Salcombe
  - Kingdom of the Planet of the Apes – Rodney Burke, Paul Story, Stephen Unterfranz, Erik Winquist
  - Mufasa: The Lion King – Audrey Ferrara, Adam Valdez
  - Twilight of the Warriors: Walled In – Garrett Lam, Jules Lin, Kwok-Leung Yu
  - Wicked – Paul Corbould, Jonathan Fawkner, Pablo Helman, Dave Shirk

## Films met meerdere nominaties
De volgende films ontvingen meerdere nominaties:
| Nominaties | Film                       | Awards |
| ---------- | -------------------------- | ------ |
| 10         | The Brutalist              | 3      |
| 9          | Dune: Part Two             |        |
| 8          | Conclave                   | 2      |
| 8          | Emilia Pérez               | 2      |
| 7          | Gladiator II               | 2      |
| 7          | Wicked                     | 4      |
| 6          | Anora                      | 1      |
| 5          | Sing Sing                  | 1      |
| 4          | Nickel Boys                | 1      |
| 4          | Nosferatu                  |        |
| 4          | A Real Pain                | 1      |
| 4          | The Substance              | 1      |
| 3          | A Complete Unknown         |        |
| 3          | Maria                      |        |
| 3          | The Room Next Door         |        |
| 3          | The Wild Robot             |        |
| 2          | Beetlejuice Beetlejuice    |        |
| 2          | Blitz                      |        |
| 2          | Ghostlight                 |        |
| 2          | Hit Man                    |        |
| 2          | I'm Still Here             | 1      |
| 2          | LaRoy, Texas               |        |
| 2          | The Seed of the Sacred Fig |        |
| 2          | Thelma                     |        |

## Televisie – winnaars en genomineerden
De winnaars staan bovenaan in vet lettertype.

### Beste dramaserie
- Slow Horses (Apple TV+)
  - The Diplomat (Netflix)
  - Matlock (CBS)
  - Shōgun (FX / Hulu)
  - Squid Game (Netflix)

### Beste komische of muzikale serie
- Hacks (HBO Max)
  - Abbott Elementary (ABC)
  - The Curse (Paramount+)
  - English Teacher (FX / Hulu)
  - Only Murders in the Building (ABC)
  - Platonic (Apple TV+)

### Beste genre-serie
- What We Do in the Shadows (FX / Hulu)
  - Martin Scorsese Presents: The Saints (Fox Nation)
  - Mr. & Mrs. Smith (Prime Video)
  - Silo (Apple TV+)

### Beste miniserie of televisiefilm
- Ripley (Netflix)
  - Baby Reindeer (Netflix)
  - Feud: Capote vs. The Swans (FX / Hulu)
  - Masters of the Air (Apple TV+)
  - The Penguin (HBO Max)
  - The Sympathizer (HBO)

### Beste acteur in een genre of dramaserie
- Hiroyuki Sanada – Shōgun als Lord Yoshii Toranaga (FX / Hulu)
  - Donald Glover – Mr. & Mrs. Smith als John Smith / Michael (Prime Video)
  - Jake Gyllenhaal – Presumed Innocent als Rusty Sabich (Apple TV+)
  - Gary Oldman – Slow Horses als Jackson Lamb (Apple TV+)
  - Eddie Redmayne – The Day of the Jackal als The Jackal (Peacock)
  - Billy Bob Thornton – Landman als Tommy Norris (Paramount+)

### Beste actrice in een genre of dramaserie
- Kathy Bates – Matlock als Madeline "Matty" Matlock / Madeline Kingston (CBS)
  - Carrie Coon – The Gilded Age als Bertha Russell (HBO)
  - Maya Erskine – Mr. & Mrs. Smith als Jane Smith / Alana (Prime Video)
  - Keri Russell – The Diplomat als Kate Wyler (Netflix)
  - Anna Sawai – Shōgun als Toda Mariko (FX / Hulu)
  - Imelda Staunton – The Crown als koningin Elizabeth II (Netflix)

### Beste acteur in een komische of muzikale serie
- Patrick Brammall – Colin from Accounts als Gordon "Flash" Crapp (Paramount+)
  - Adam Brody – Nobody Wants This als Noah Roklov (Netflix)
  - Nathan Fielder – The Curse als Asher Siegel (Paramount+)
  - Seth Rogen – Platonic als Will (Apple TV+)
  - Martin Short – Only Murders in the Building als Oliver Putnam (ABC)
  - Jeremy Allen White – The Bear als Carmen "Carmy" Berzatto (FX / Hulu)

### Beste actrice in een komische of muzikale serie
- Emma Stone – The Curse als Whitney Siegel (Paramount+)
  - Kristen Bell – Nobody Wants This als Joanne (Netflix)
  - Quinta Brunson – Abbott Elementary als Janine Teagues (ABC)
  - Ayo Edebiri – The Bear als Sydney Adamu (FX / Hulu)
  - Selena Gomez – Only Murders in the Building als Mabel Mora (ABC)
  - Jean Smart – Hacks als Deborah Vance (Max)

### Beste acteur in een televisiefilm of miniserie
- Colin Farrell – The Penguin als The Penguin (Max)
  - Richard Gadd – Baby Reindeer als Donny Dunn (Netflix)
  - Tom Hollander – Feud: Capote vs. The Swans als Truman Capote (FX / Hulu)
  - Andrew Scott – Ripley als Tom Ripley (Netflix)
  - Callum Turner – Masters of the Air als majoor John "Bucky" Egan (Apple TV+)
  - Hoa Xuande – The Sympathizer als The Captain (HBO)

### Beste actrice in een televisiefilm of miniserie
- Cate Blanchett – Disclaimer als Catherine Ravenscroft (Apple TV+)
  - Jodie Foster – True Detective: Night Country als Chief Liz Danvers (HBO)
  - Jessica Gunning – Baby Reindeer als Martha Scott (Netflix)
  - Nicole Kidman – Expats als Margaret Woo (Prime Video)
  - Cristin Milioti – The Penguin als Sofia Falcone (Max)
  - Naomi Watts – Feud: Capote vs. The Swans als Babe Paley (FX / Hulu)

### Beste acteur in een bijrol in een serie, miniserie of televisiefilm
- Robert Downey jr. – The Sympathizer als Claude, Professor Robert Hammer, Ned Godwin, Miko Damianos en The Priest (HBO)
  - Tadanobu Asano – Shōgun als Kashigi Yabushige (FX / Hulu)
  - Walton Goggins – Fallout als The Ghoul / Cooper Howard (Prime Video)
  - Ebon Moss-Bachrach – The Bear als Richard "Richie" Jerimovich (FX / Hulu)
  - Chris Perfetti – Abbott Elementary als Jacob Hill (ABC)
  - Benny Safdie – The Curse als Dougie Schecter (Paramount+)

### Beste actrice in een bijrol in een serie, miniserie of televisiefilm
- Diane Lane – Feud: Capote vs. The Swans als Slim Keith (FX / Hulu)
  - Hannah Einbinder – Hacks als Ava Daniels (Max)
  - Moeka Hoshi – Shōgun als Usami Fuji (FX / Hulu)
  - Nava Mau – Baby Reindeer als Teri (Netflix)
  - Saskia Reeves – Slow Horses als Catherine Standish (Apple TV+)
  - Kristen Schaal – What We Do in the Shadows als The Guide (FX / Hulu)

## Series met meerdere nominaties
De volgende series ontvingen meerdere nominaties:
| Nominaties | Televisieprogramma           | Awards |
| ---------- | ---------------------------- | ------ |
| 5          | Shōgun                       | 1      |
| 4          | Baby Reindeer                |        |
| 4          | The Curse                    | 1      |
| 4          | Feud: Capote vs. The Swans   | 2      |
| 3          | Abbott Elementary            |        |
| 3          | The Bear                     |        |
| 3          | Hacks                        | 1      |
| 3          | Mr. & Mrs. Smith             |        |
| 3          | Only Murders in the Building |        |
| 3          | The Penguin                  | 1      |
| 3          | Slow Horses                  | 1      |
| 3          | The Sympathizer              | 1      |
| 2          | The Diplomat                 |        |
| 2          | Masters of the Air           |        |
| 2          | Matlock                      | 1      |
| 2          | Nobody Wants This            |        |
| 2          | Platonic                     |        |
| 2          | Ripley                       | 1      |
| 2          | What We Do in the Shadows    | 1      |